# Воронин, Валентин Александрович
Валенти́н Алекса́ндрович Воро́нин (24 октября 1940, Чкаловская область — 14 августа 2019, Екатеринбург) — советский и российский актёр театра и кино, театральный педагог. Народный артист РСФСР (1982).

## Биография
Родился в деревне Шулаевка (ныне — Курманаевский район, Оренбургская область). Вскоре вместе с родителями переехал в Бузулук, учился в средней школе, в старших классах был ведущим городских концертов. Поступив в нефте-технологический техникум в Куйбышеве, продолжал занятия в народном театре, а в 1960 году, за полгода до диплома, поступил в театральную студию при Куйбышевском драматическом театре, которую окончил в 1963 году с отличием (педагог Пётр Монастырский). 
По окончания студии несколько лет отработал в Музыкально-драматическом театре имени М. Горького в закрытом городке Челябинск-40, почтовый ящик № 317 (ныне — Озёрск). Летом 1967 года после удачных гастролей театра в Челябинске там же, случайно, за компанию с другом попал на прослушивание Свердловского театра драмы и неожиданно получил предложение c нового сезона войти в их труппу.
Уже в декабре 1967 года вышел премьерный спектакль «Баловень судьбы» по пьесе Ю. Мячина, в котором Воронину довелось исполнить главную роль. За годы работы  в Свердловском театре драмы им сыграно около сотни ролей.
В 1986 году окончил Свердловский театральный институт по специальности «организация театрального дела». Преподавал на кафедре сценической речи ЕГТИ.
С конца 1990-х годов участвовал в постановках Камерного театра Объединённого музея писателей Урала в Екатеринбурге.
В течение многих лет являлся членом правления Свердловского отделения Союза театральных деятелей России.
Скончался 14 августа 2019 года. Похоронен на Широкореченском кладбище.

## Работы в театре
Музыкально-драматический театр имени М. Горького
- «Цыган»

Свердловский театр драмы
- «Баловень судьбы» Ю. Мячина — Дима
- «Месяц в деревне» И. Тургенева — Беляев
- «Дети Солнца» М. Горького — Миша
- «Пассажирка» З. Посмыш — Тадеуш
- «Варшавская мелодия» Л. Зорина — Виктор
- «Гроза» А. Островского — Борис
- «Перехожу к действиям» Э. Вериго — Николай Кузнецов
- «Ненависть» А. Шайкевича — Джон Кеннеди
- «Старший сын» А. Вампилова — Бусыгин
- «На всякого мудреца довольно простоты» А. Островского — Глумов
- «Вишнёвый сад» А. Чехова — Лопахин
- «Без вины виноватые» А. Островского — Незнамов
- «Плачу́ вперёд!» Н. Птушкиной — Михаил Александрович Распятов
- «Идеальный муж» О. Уайльда — Сэр Роберт Чилтерн
- «Он, она, окно, покойник» Р. Куни — Управляющий
- «Миллион в брачной корзине» Дж. Скарначчи, Р. Тарабузи — Леонидо Папагатто
- «Подкидыш» («Шёл медведь по лесу…») В. Гуркина — Георгий Собежников
- «Маскарад» М. Лермонтова — Арбенин
- «Репетитор» Г. Полонского — Евгений Огарышев
- «Нора» Г. Ибсена — Хельмер
- «У времени в плену» А. Штейна — эпизод
- «Кин, или Гений и беспутство» А. Дюма — Кин
- «Валентин и Валентина» М. Рощина — Гусев
- «Загнанная лошадь» Ф. Саган — Генри
- «Русская народная почта» О. Богаева — Иван Сидорович Жуков
- «Уйди-уйди» Н. Коляды — Валентин
- «Князь Серебряный» А. Толстого — Иван Грозный
- «Соло для часов с боем» О. Заградника — пан Райнер
- «Способный ученик» И. Васьковской — Курт Дюссендер
- «Последняя ночь Казановы» М. Цветаевой — Джакомо Казанова фон Сегальт

Камерный театр
- «Дядя Ваня» А. Чехова — Серебряков Александр Владимирович
- «Пигмалион» Б. Шоу — Полковник Пикеринг
- «Свадьба Кречинского» А. В. Сухово-Кобылина — Кречинский
- «Тургенев и Полина Виардо. История любви» В. Боровицкой — Иван Васильевич Анненков
- «Сказки старого Арбата» А. Арбузова — Балясников
- «Старомодная комедия» А. Арбузова — Он
- «Небесный тихоход» по мотивам «Я люблю тебя, эскадрилья!» А. Яковлева и В. Вербина — полковник Рыбаков
- «Где тонко там и рвётся» И. Тургенева — Гаврила

## Фильмография
| Год  |     | Название               | Роль            |
| ---- | --- | ---------------------- | --------------- |
| 1959 | ф   | Журавлиная песнь       | эпизод          |
| 1974 | ф   | Валькины паруса        | отец Вальки     |
| 1979 | ф   | Ты помнишь             | эпизод          |
| 1982 | ф   | Тем, кто остаётся жить | эпизод          |
| 1991 | ф   | Любимчик               | эпизод          |
| 2012 | кор | Киномагнат             | отец Ханжонкова |

## Награды и премии
- заслуженный артист РСФСР (15 ноября 1973)
- народный артист РСФСР (24 июня 1982)

- 1997 — премия Союза театральных деятелей «Лучшая роль года»;
- 1999 — номинант театральной премии «Золотая маска» в номинации «Лучшая мужская роль в драматическом театре» за роль Ивана Жукова («Русская народная почта» О. Богаева)[6];
- 1999 — лауреат Свердловского областного фестиваля «Браво!» — 1998 в номинации «Лучшая мужская роль» за Ивана Жукова («Русская народная почта» О. Богаева);
- 2007 — лауреат Свердловского областного фестиваля «Браво!» — 2006 в номинации «Лучшая роль» за  Серебрякова («Дядя Ваня» А. Чехова)[7];
- 2010 — почётный знак «За заслуги перед городом Екатеринбургом»;
- 2010 — знак отличия «За заслуги перед Свердловской областью» III степени;
- 2010 — лауреат премии «И мастерство, и вдохновение…» Свердловского областного фестиваля «Браво!» — 2009[8];
- 2014 — лауреат стипендии имени н. а. РФ В. М. Шатровой в номинации «Мэтры»[9];
- 2015 — знак отличия «За заслуги перед Свердловской областью» II степени[10];
- 2018 — лауреат премии губернатора Свердловской области за выдающиеся заслуги в области литературы и искусства — «за участие в создании спектакля „Способный ученик“»[11].